# Hohepriester
Hohepriester, seltener Hoher Priester, bezeichnet in mehreren Religionsgemeinschaften das höchste priesterliche Amt.

## Schreibweise
In den deutschen Bibelübersetzungen, wie meist auch in der Fachliteratur, findet sich der Begriff zusammengeschrieben, jedoch in den Wortbestandteilen dekliniert wie ein getrennt geschriebenes Wort (Nominativ mit best. Artikel: der Hohepriester; ohne oder mit unbestimmtem Artikel: Hoherpriester, Genitiv: des Hohenpriesters, Dativ und Akkusativ: dem/den Hohenpriester). Nach der Neuen deutschen Rechtschreibung von 1996 wird bei Zusammenschreibung nur der substantivische Wortbestandteil dekliniert (Genitiv: des Hohepriesters, Dativ und Akkusativ: dem/den Hohepriester). Die orthographisch ebenfalls korrekte Getrenntschreibung des Wortes (Genitiv: des Hohen Priesters, Dativ und Akkusativ: dem/den Hohen Priester) ist in diesem Zusammenhang ungebräuchlich.

## Bezeichnung in Torah und Bibel

Rekonstruierte rituelle Kleidung eines Hohepriesters, Kohanim, aus dem Tempel in Jerusalem. Am Efod war über Schnüre die Lostasche mit den Lossteinen Urim und Thummim befestigt.

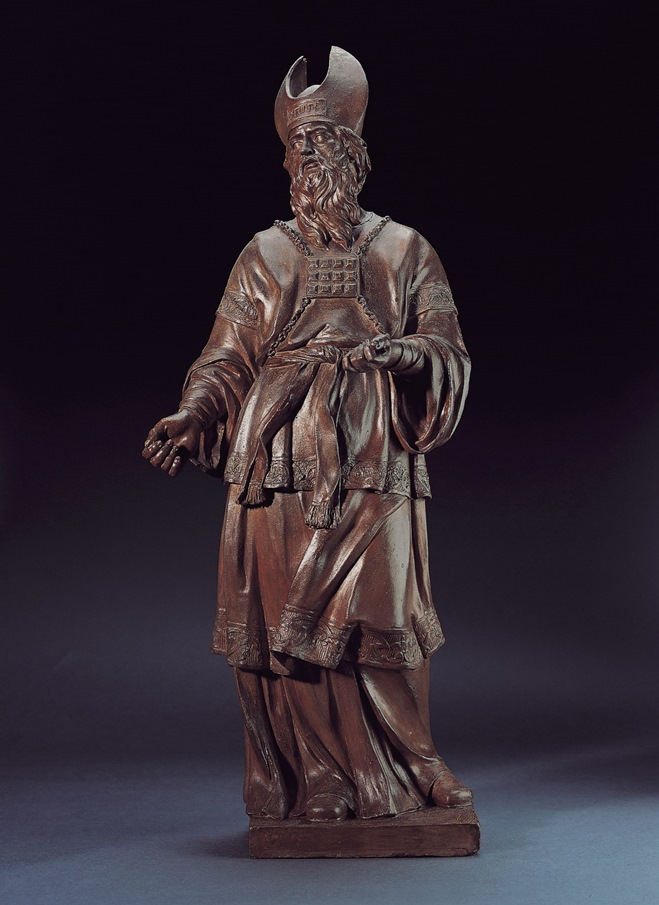
Jacques Bergé: Aaron, Königliches Museum der Schönen Künste (Antwerpen), (Leihgabe des Fonds für das Kulturerbe, König-Baudouin-Stiftung)

Gemäß der Torah wurde der gesamte Stamm Levi auserwählt, im Tempel zu arbeiten und zu dienen. Eine Untergruppe der Leviten, die Kohanim, waren berechtigt und übten im Tempel von Jerusalem den Dienst am Allerheiligsten aus, (hebräisch כהן גדול kohen gadol, deutsch ‚großer Priester‘).
Aaron, Bruder des Moses, sowie Aarons Söhne wurden auserwählt, als Hohepriester zu dienen, und der Rest des Stammes war dazu bestimmt, ihre Rolle als Priester zu erfüllen. Vor dieser Zuteilung an die Leviten waren die Erstgeborenen aller Familien der Israeliten dem heiligen Dienst gewidmet. Nach dem Exil waren das Priestertum und das Amt des Hohenpriesters nachweislich erblich.
Nach der Anbetung des Kalbes in der Sinai-Wüste am siebzehnten Tammus, vierzig Tage nach der Übergabe der Tora und etwa drei Monate nach dem Auszug aus Ägypten, wurde diese Aufgabe eben den Leviten übertragen, die die einzigen waren, die nicht gesündigt hatten (Ex 32,1–6 ).

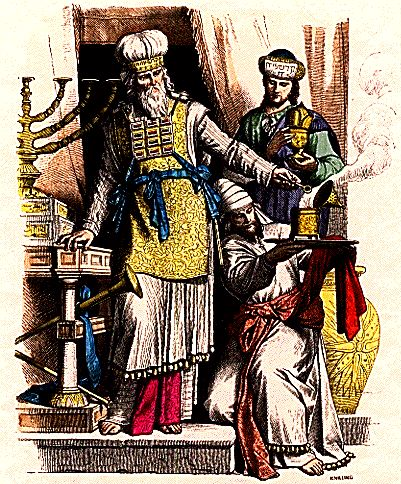
Darstellung eines Hohepriesters mit Brusttasche (Choschen) und zweier Leviten am Jerusalemer Tempel zur Zeit des Königreichs Juda (The History of Costume, vor 1880)

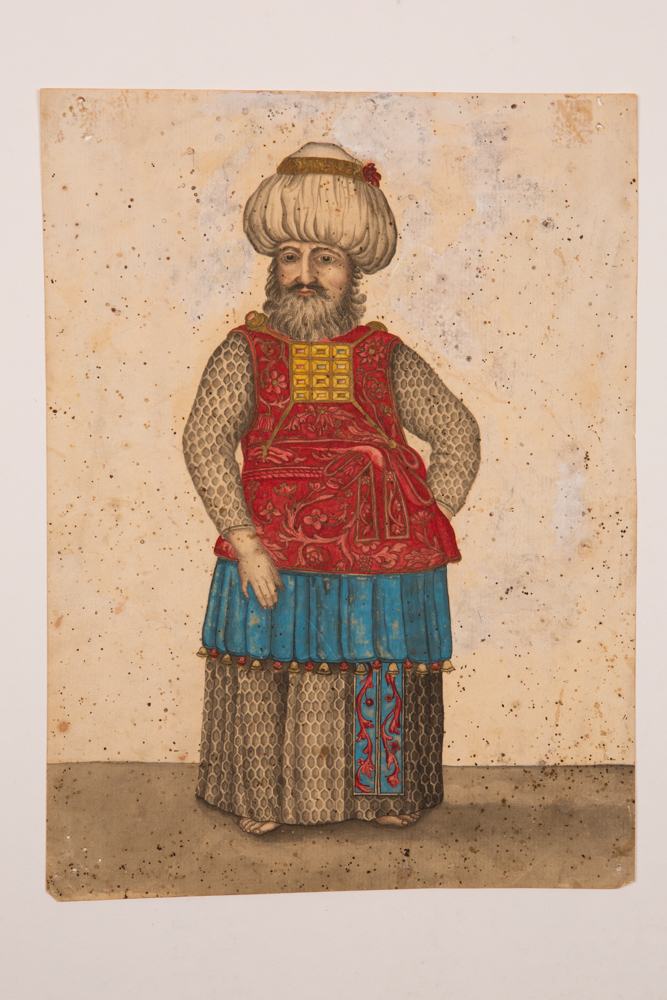
Darstellung eines Hohepriesters in biblischer Tracht, Ende des 17. Jhdts, orientalisierende Darstellung mit Turban, in der Sammlung des Jüdischen Museums der Schweiz.

### Altes Testament (Tanach)
Aaron, der Bruder des Moses, gilt im Tanach als der erste Hoherpriester der Israeliten. Er wird von JHWH selbst zum obersten Priester ausersehen (Exodus 28 ). In der Bibel wird der Hohepriester häufig erwähnt. Als solcher erhält bereits der König Melchisedek vom späteren Patriarchen Abraham den Zehnt als freiwillige Abgabe (Genesis 14,18ff ). Aus anderen historischen Quellen lässt sich der Hohepriester seit 520 v. Chr. nachweisen. Im Alten Testament bezeichnen mehrere Bibelstellen und Prophezeiungen den künftigen Messias als Priesterkönig und wahren Hohepriester der Juden – etwa in 1. Mose 14,18  und 2. Mose 28,1  (siehe auch Hebräer 4,7 ) oder im Psalm 110 .
Für die römische Besatzungsmacht war der Hohepriester damit der zentrale Ansprechpartner.
Im Ersten Buch der Makkabäer heißt es dazu:

„Darum beschlossen die Juden und ihre Priester, Simeon solle für immer ihr Anführer und Hoherpriester sein, bis ein wahrer Prophet auftrete.

Auch solle er ihr Befehlshaber sein und für das Heiligtum Sorge tragen; durch ihn seien die Beamten zu ernennen für die Arbeiten am Tempel, für das Land, das Heer und die Festungen.

[Er solle für das Heiligtum Sorge tragen.] Alle hätten ihm zu gehorchen. Jede Urkunde im Land müsse in seinem Namen ausgestellt werden. Auch dürfe er sich in Gold und Purpur kleiden.

Keinem aus dem Volk oder aus der Priesterschaft sei es erlaubt, eine dieser Bestimmungen außer Kraft zu setzen, gegen seine Anordnungen zu verstoßen, ohne seine Erlaubnis im Land eine Versammlung einzuberufen, Purpur zu tragen oder eine goldene Spange anzulegen.“

### Funktion des Hohepriesters
Bis in die Zeit der römischen Herrschaft (ab 63 v. Chr.) hatte der Hohepriester (archiereus) sein Amt bis an sein Lebensende inne; das Amt selbst war erblich. Die Römer unterbrachen diese Linie, indem sie den Hohepriester benannten und auch absetzten.
Im Bereich der Religion hatte der Hohepriester die zentrale Funktion. In allen Fragen der Religion, der Priesterschaft und des Gottesdienstes hatte er die oberste Aufsicht und Weisung. Er musste eine besondere kultische Reinheit wahren und war der einzige, der einmal im Jahr zu Jom Kippur (Versöhnungstag) das Allerheiligste des Tempels betreten durfte. Dort empfing er stellvertretend für das Volk die Vergebung Gottes. Im Jahreslauf brachte er die wichtigsten Opfer dar.
Seit der Zeit der Makkabäer war der Hohepriester zugleich der oberste politische Führer. Er war Vorsitzender des Hohen Rates oder Sanhedrin (Synedrion). Dieser Rat war der höchste jüdische Gerichtshof und die wichtigste politische Institution, die selbst unter der Herrschaft der Römer noch über erhebliche Autonomie verfügte.

## Nach der Zerstörung des Tempels (70 n. Chr.)
Nach dem großen Jüdischen Aufstand zerstörten die Römer im Jahr 70 den Jerusalemer Tempel und damit das kultische Zentrum des Judentums. Der Tempelkult und die kultische Rolle des Hohepriesters hatten über die Tempelzerstörung hinaus keinen Bestand. Doch schon vorher trachtete Rom, den Einfluss der Oberpriester zu begrenzen. Eine Analyse zur Verhaftung des Paulus schreibt: „Deshalb wurde ihm das Anlegen der hohepriesterlichen Amtstracht nur an bestimmten hohen Feiertagen erlaubt. Ferner ließ man einen Hohepriester nie sehr lange auf seinem Posten, sondern wechselte häufiger, damit nicht ein Hoherpriester allzu großes Ansehen erlangen konnte.“
Die alten kultischen Formen wurden nicht weitergeführt, der Vorsitz des Sanhedrins wurde von einem Patriarchen übernommen. In der weiteren Entwicklung des Judentums ging die führende Rolle auf die Schriftgelehrten beziehungsweise die Pharisäer über, aus deren Religionspraxis sich das Rabbinische Judentum entwickelte. Die heutige Funktion eines Oberrabbiners hat jedoch mit jener eines früheren Hohepriesters nur wenig gemeinsam.
Die von den Päpsten verwendete Selbstbezeichnung Summus pontifex knüpft zwar an den Begriff des Hohepriesters an, zugleich bedeutet die Bezugnahme auf römisch-rechtliche Kategorien (Pontifex Maximus) eine klare Distanzierung vom israelitischen Priesterbegriff. Als vicarius Christi verweist der Papst, und mit ihm die gesamte Priesterschaft, auf Jesus Christus als einzigen Priester (Mittler zwischen Gott und den Menschen) des Neuen Bundes.

## Neues Testament
Auch das Neue Testament nimmt mehrmals auf den Hohepriester (altgriechisch ἀρχιερεύς archiëreús) Bezug. Nach Darstellung der Evangelien führt der Hohepriester Kajaphas den Vorsitz beim Verhör von Jesus; danach wird Jesus an Pontius Pilatus übergeben. Im Neuen Testament wird der Begriff manchmal in erweiterter Bedeutung verwendet und von Hohepriestern in Mehrzahl gesprochen (z. B. in Lk 23,4 ); auch die ehemaligen Hohepriester (z. B. Hannas) und hohe Mitglieder der vornehmen fünf Priesterfamilien beziehungsweise Leviten, aus denen diese ursprünglich stammten, werden als Hohepriester bezeichnet (Apostelgeschichte des Lukas, Kapitel 4,6 ; in Kapitel 5–19 allerdings nicht mehr).

### Theologische Deutung: Jesus als Hohepriester
Gemäß dem Hebräerbrief ab Kapitel 2  läuft das levitische Priestertum im Neuen Bund aus und Jesus gilt als neuer „Apostel und Hoherpriester“ (Heb 3,1 ) „nach der Ordnung Melchisedeks“ (Heb 5,6 ):
„Das frühere Gebot wird nämlich aufgehoben, weil es schwach und nutzlos war – denn das Gesetz hat nicht zur Vollendung geführt –, und eine bessere Hoffnung wird eingeführt, durch die wir Gott nahekommen. Das geschieht nicht ohne Eid; jene anderen sind ohne Eid Priester geworden, dieser aber durch einen Eid dessen, der zu ihm sprach: ‚Der Herr hat geschworen und nie wird es ihn reuen: Du bist Priester auf ewig.‘ (Zitat aus Ps 110,4 ). ‚So ist Jesus auch zum Bürgen eines besseren Bundes geworden.“ (Heb 7,18–22 )
Dieses – erstmals sündlose (1 Joh 3,5 ; Heb 7,26–27 ) – und darum „heilige“, „unschuldige“ und „von den Sündern abgesonderte“ Hoherpriestertum Jesu (Heb 7,26 ) sei durch das Menschsein (1 Tim 2,5 ) und die Versuchungen Jesu dennoch von der Fähigkeit geprägt, mit menschlichen Schwächen mitfühlen zu können: „Da wir nun einen erhabenen Hohepriester haben, der die Himmel durchschritten hat: Jesus, den Sohn Gottes […] nicht einen Hohepriester, der nicht mitfühlen könnte mit unserer Schwäche, sondern einen, der in allem wie wir in Versuchung geführt worden ist, aber nicht gesündigt hat“ (Heb 4,14-16 ).
Im Gegensatz zum levitischen Priestertum des alten Bundes, dessen Hohepriester „der Tod […] hinderte zu bleiben“, sei das neue Hohepriestertum Jesu in Bezugnahme auf Ps 110,4  darüber hinaus „unvergänglich“ (Heb 7,23-24 ) in seinem Dienst „vor Gott“ (Heb 2,17 ). Da er als gerechter „Beistand“ der Gläubigen (griechisch parákletos, 1 Joh 2,1 ) „allezeit [lebe], um für sie einzutreten“, könne er „die, die durch ihn vor Gott hintreten, für immer retten“ (Heb 7,25 ).

## Hohepriester der sumerischen und babylonischen Religion
In der sumerischen und babylonischen Religion wurde dieses Amt von einem männlichen oder weiblichen Priester ausgeübt. Hintergrund bildete die mythologische Vorstellung der Heiligen Hochzeit, in der beide Priesterämter den männlichen und weiblichen Hauptgott repräsentierten. Seit dem Ende des neubabylonischen Reichs sind keine weiblichen Hohepriester mehr belegt.

## Hohepriester der altägyptischen Religion

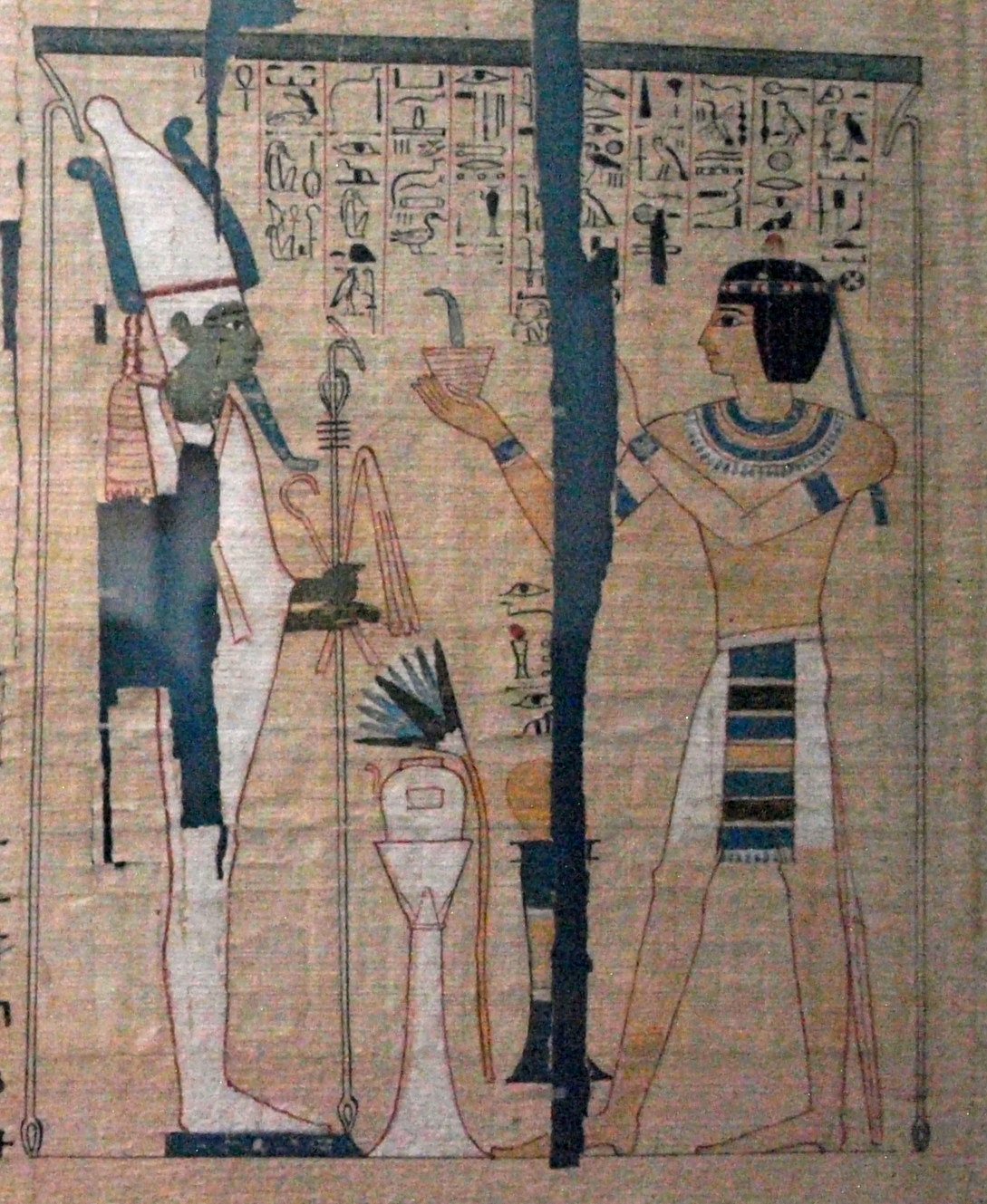
Pinudjem II., Hohepriester des Amun in Theben

Im alten Ägypten spielten die Hohepriester der altägyptischen Religion landesweit eine wichtige politische Rolle. Im Neuen Reich und in der dritten Zwischenzeit ist das Amt zumeist von Königssöhnen besetzt worden. Noch in ptolemäischer Zeit waren sie politisch bedeutend und oft durch Heirat mit dem Königshaus verbunden.

## Hohepriester des Wicca

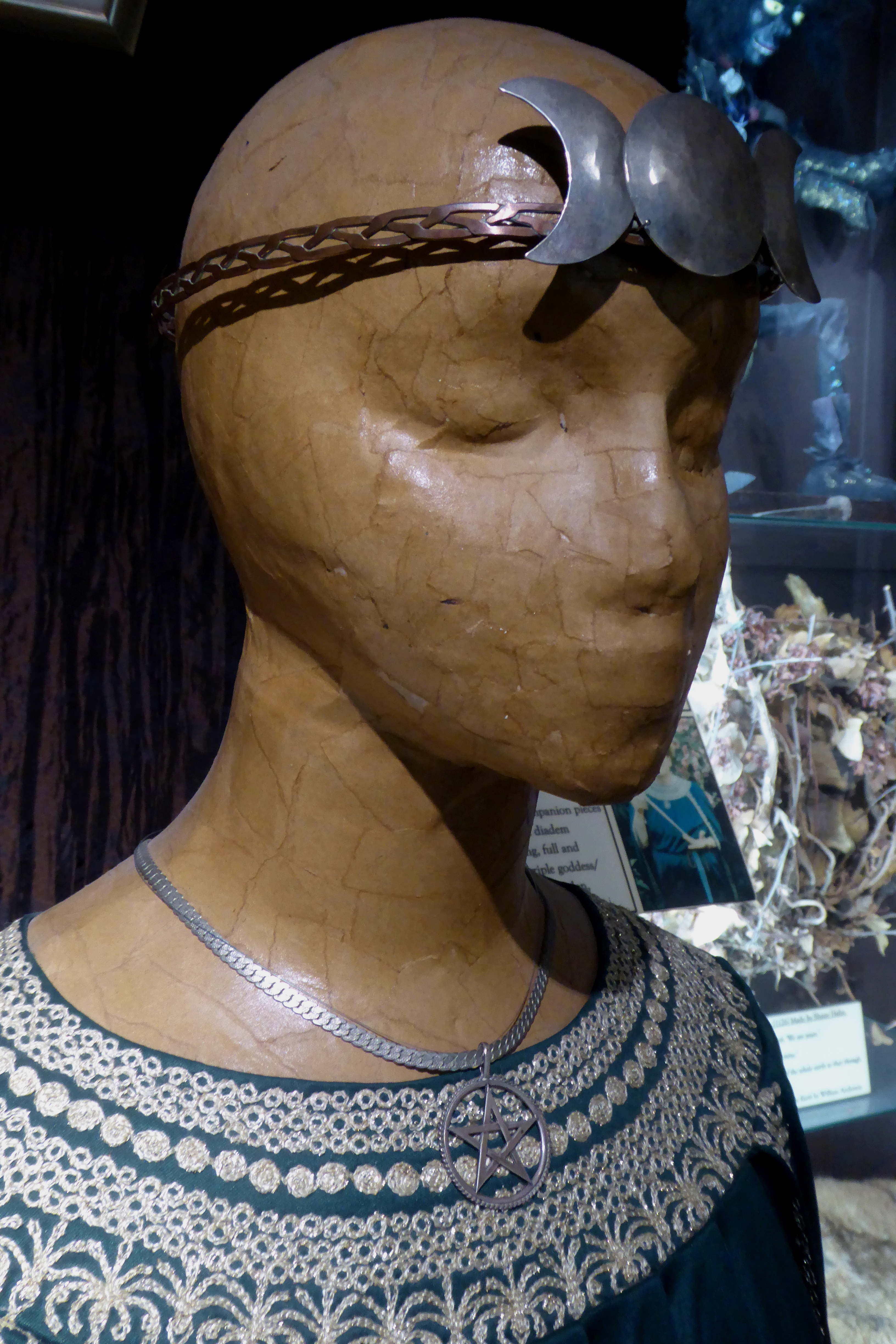
Göttinnenkrone, eine in manchen Coven übliche Kopfbedeckung für eine Hohepriesterin bei einem großen Ritual. (Ausstellungsstück im Museum of Witchcraft and Magic)

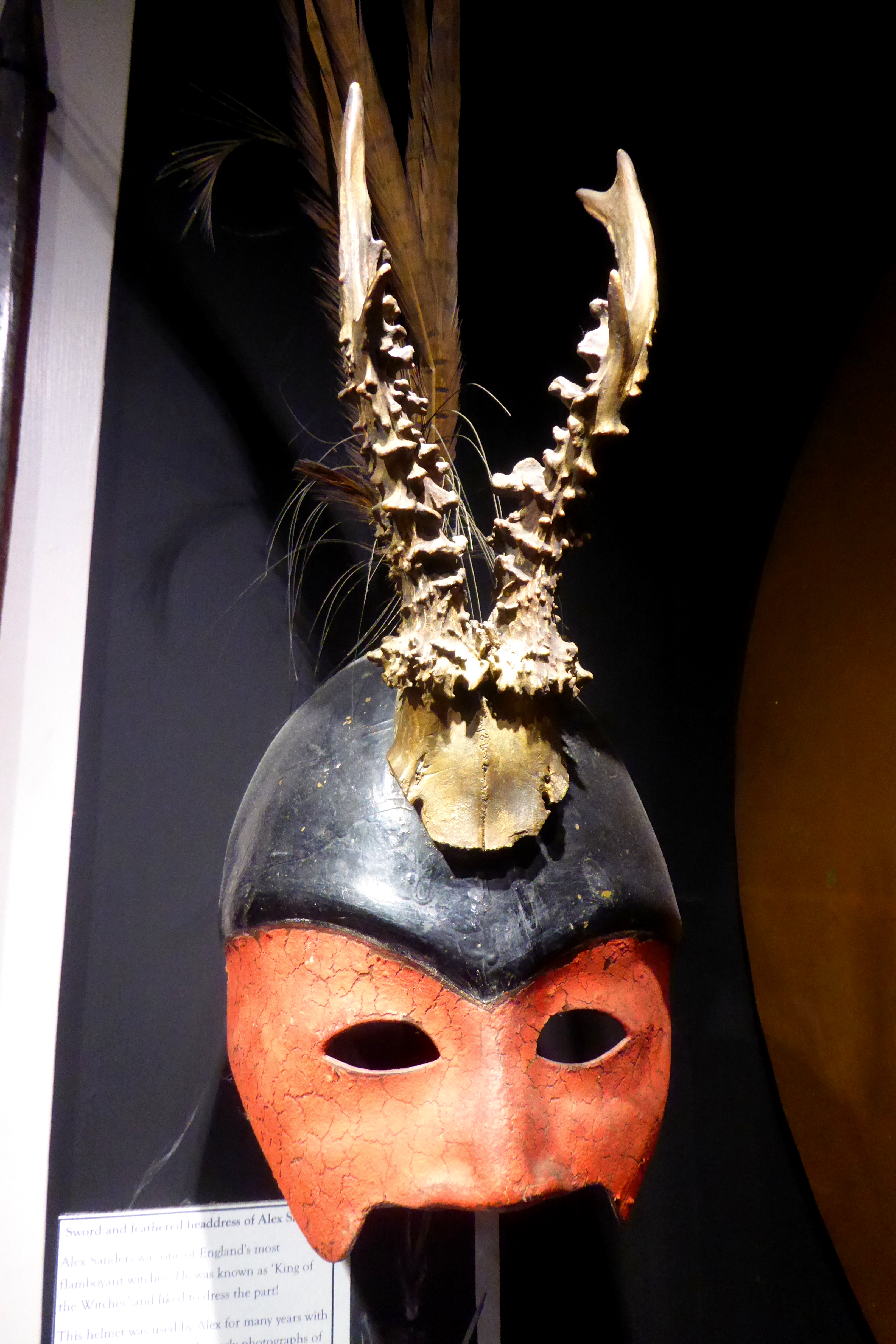
Gehörnter Helm, eine in manchen Coven übliche Kopfbedeckung für einen Hohepriester bei einem großen Ritual. (Aus dem Privatbesitz von Alex Sanders)

Im Wicca ist der Grad des Hohepriesters gleichzeitig auch die höchste interne Verantwortungsstufe, die man in einem Coven innehaben kann. Je nach Tradition ist der Weg zur Hohepriesterschaft verschieden.
Im Gardenischen-Wicca wird üblicherweise nur zwischen Priester, Hohepriester und Hohepriesterin unterschieden. Ein Initiant erhält bereits im ersten Grad die Funktion eines Priesters, mit dem zweiten Grad die Funktion eines Hohepriesters. Der dritte Grad stellt hier nur eine besondere Würdigung von Wissen und Weisheit dar und erfüllt keine gesonderte Rolle innerhalb eines Coven. In manchen Coven des Gardenischen-Wicca, vor allem in solchen, die vorrangig mit der Göttin arbeiten, wird eine Hohepriesterin oft noch als eine höhere Stufe als die des männlichen Hohepriesters angesehen.
Im Alexandrischen-Wicca und im Algard-Wicca, mittlerweile auch in einigen Gardenischen Coven, ist die Aufteilung anders. Hier erreicht man mit dem ersten Grad die Stufe des Novizen oder Eingeweihten, mit dem zweiten Grad die Stufe eines Priesters und erhält erst im dritten Grad die Hohepriesterschaft. Hier wird in der Regel auch kein Unterschied zwischen einer weiblichen und einem männlichen Hohepriester gemacht und beide als gleichwertige Repräsentanten von Göttin und Gott im magischen Kreis angesehen. Auch die Dauer, die es braucht, um einen bestimmten Grad zu erreichen, ist je nach Coven und Tradition verschieden:
| Grad      | Bezeichnung im Alexandrischen- und Algard-Wicca | ⌀ Dauer zum Erreichen des Grades | Bezeichnung im Gardenischen-Wicca  | ⌀ Dauer zum Erreichen des Grades |
| --------- | ----------------------------------------------- | -------------------------------- | ---------------------------------- | -------------------------------- |
| Probezeit | Hexe oder Wicca                                 |                                  | Wicca (♂), Wicce (♀) oder Wiccaner |                                  |
| 1. Grad   | Novize oder Adept                               | 1 Monat                          | Priester                           | 1 Jahr und 1 Tag                 |
| 2. Grad   | Priester                                        | 1 Jahr und 1 Tag                 | Hohepriester/in                    | min. 1 Jahr und 1 Tag            |
| 3. Grad   | Hohepriester                                    | min. 1 Jahr und 1 Tag            | Hohepriester/in                    | meist mehrere Jahre              |

In jedem Coven gibt es immer nur zwei Hohepriester, jeweils maximal einen Mann und eine Frau. Sollte eine Person in den zweiten, beziehungsweise dritten Grad erhoben werden, ohne dass noch ein weiterer Platz für einen Hohepriester im Coven frei ist, so steht es der Person frei entweder ihren eigenen Coven zu gründen, oder im Coven zu bleiben und weiterhin die Funktion eines Priesters zu erfüllen.
Hohepriester leiten den Coven und bilden meist auch den Vorstand über das Konzil. Darüber hinaus erfüllen sie auch geistliche Funktionen, vornehmlich das Leiten von besonderen Ritualen (wie beispielsweise zu den Jahreskreisfesten, oder die Initiation, beziehungsweise Erhebung einer Person in einen Grad), das Verwahren des gemeinsamen Buchs der Schatten und die Weitergabe von Wissen.
In den meisten Coven haben Hohepriesterin und Hohepriester eine besondere Bekleidung. In manchen Gruppen, vor allem in Gardenischen, ist das Tragen einer Göttinnenkrone, beziehungsweise eines gehörnten Helmes üblich. Diese Gegenstände sollen die Hohepriesterin und den Hohepriester bei der zeremoniellen Repräsentation der Göttin, beziehungsweise des Gottes unterstützten (meist in Form von Mummenschanz, z. B. bei einem Jahreskreisfest, oder als rituelle Komponente, z. B. beim Herabziehen des Mondes). Außerdem ist in vielen Gruppen das Tragen von einem farblichen Zingulum üblich, um die Funktion einer jeweiligen Person leicht erkennbar zu machen, was vor allem nützlich ist, wenn bei einem Ritual Roben getragen werden. Ein Konzilmitglied trägt beispielsweise ein violettes Zingulum, der Hohepriester ein goldenes und die Hohepriesterin ein silbernes. Traditionell ist ein solches Zingulum neun Fuß (≈ 2,7 Meter) lang; dies entspricht einem üblichen Umfang für einen kleinen Schutzkreis.

## Andere Religionen und religiöse Bewegungen
Auch bei anderen Religionen werden oberste Priester und Führer vor allem in westlichen Quellen als „Hohepriester“ bezeichnet, so etwa die Himmelsmeister im Daoismus, die obersten Priester im Nichiren-Shōshū-Buddhismus und im Shintō oder die Babalawo in der Religion der Yoruba und den verwandten südamerikanischen Kulten.
Bei den Mormonen gibt es Hohepriester in einer sich auf Melchisedek und Jesus berufenden Tradition.
In der neuen religiösen Bewegungen Church of Satan wird die englische Bezeichnung High Priest verwendet. Bei ihr gibt es sowohl einen Hohepriester als auch eine Hohepriesterin. In der Church of Satan sind Hohepriester und Hohepriesterin die Führer der Bewegung.

## Varia
- Wegen ihrer relativen Höhenlage werden die Kirche Hohen Thekla, die Kirche Panitzsch und die Bergkirche Beucha landläufig als die „Drei Hohepriester“ im Umland von Leipzig bezeichnet.